# 京田陽太
京田 陽太（きょうだ ようた、1994年4月20日 - ）は、石川県能美郡寺井町（現：能美市）出身のプロ野球選手（内野手）。右投左打。横浜DeNAベイスターズ所属。

## 経歴

### プロ入り前
寺井町小杉の家庭で長男として出生。生後11か月から歩き出し、1歳を迎えたころには上手に歩けるようになっており、また好き嫌いもせず何でも食べていた。能美市立寺井小学校の2年時に、寺井学童野球クラブで軟式野球を始めた。小学校卒業後の2007年4月、能美市が主催した同市出身の松井秀喜（当時、ニューヨーク・ヤンキース）応援ツアーに応募し、当選。旧ヤンキー・スタジアムにて松井と握手をした（試合は雨で中止）。能美市立寺井中学校への進学後に白山能美ボーイズへ所属すると、日本少年野球選手権大会全国大会での準々決勝進出を経験した。
青森山田高校への進学後は、1年生の春からレギュラー遊撃手に抜擢。しかし、同じ青森県にあり田村龍弘や北條史也のいた八戸学院光星高校の後塵を拝する格好で、在学中には春夏とも阪神甲子園球場での全国大会へ出場できなかった。高校の同学年には木浪聖也が、1学年先輩には山崎晃大朗がおり、山崎とは大学でもチームメイトとなった。
日本大学法学部公共政策学科への進学後は、1年時からベンチ入り。3年時には、東都大学野球リーグの春季2部リーグ優勝を経て昇格した秋季1部リーグで、遊撃手としてベストナインを獲得した。4年時にはチームの主将を務め、秋季1部リーグ戦では、打率.328、11盗塁という好成績を残した。第40回日米大学野球選手権大会の日本代表に選抜。大会では、中京学院大学の吉川尚輝と二遊間を組んだ。野球部の同期には弓削隼人がいる。1部リーグ通算39試合、158打数45安打22打点21盗塁、打率.343。
2016年度NPBドラフト会議にて中日ドラゴンズから2巡目指名を受け、契約金8500万円、年俸1200万円（金額は推定）という条件で入団。背番号は51。担当スカウトは正津英志。指名の直後に出場した東都大学野球秋季1部リーグの東洋大学戦では、4-3で勝ち、チームとして25年ぶりの1部リーグ優勝を果たした。

### 中日時代

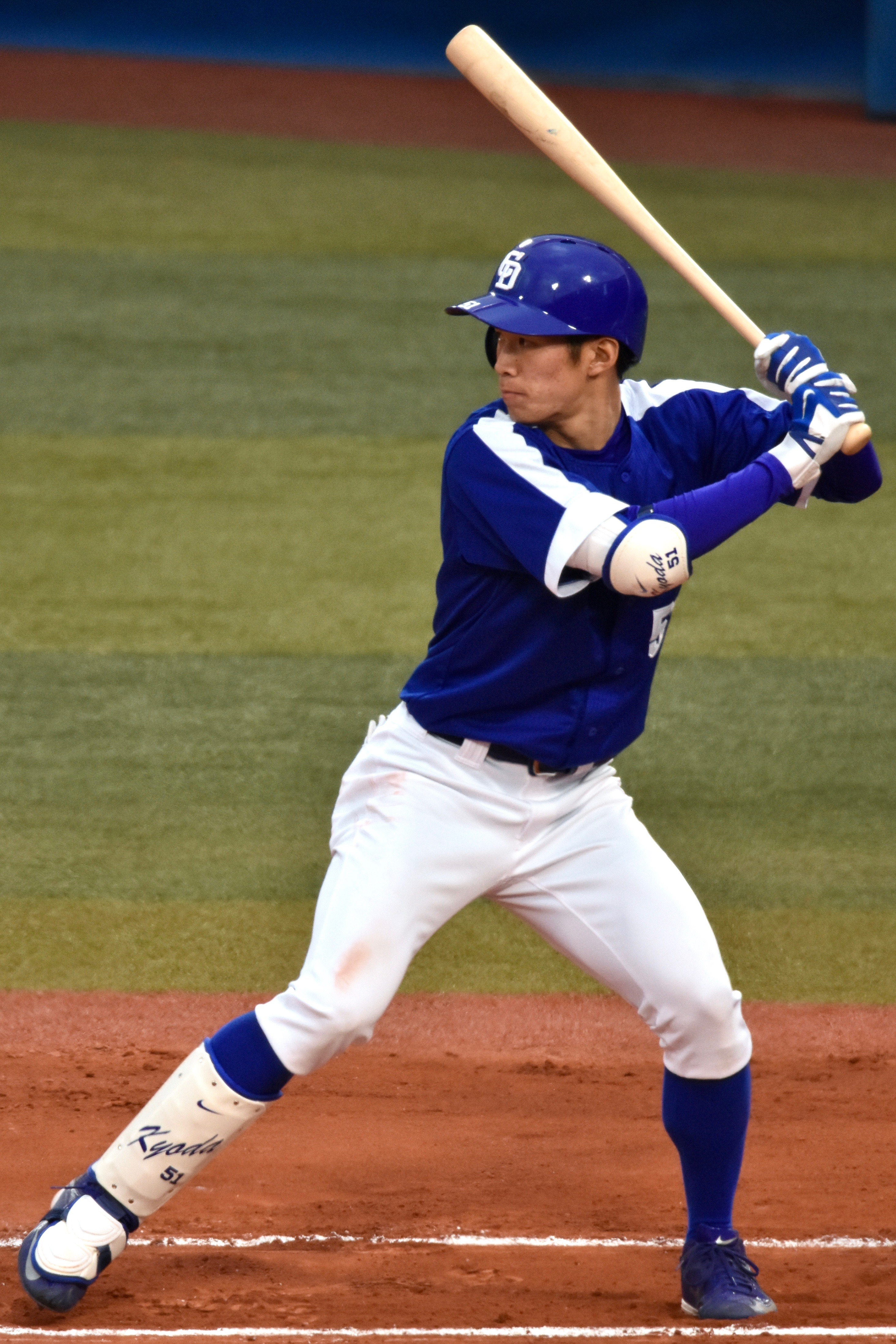
2017年4月22日横浜スタジアムにて

2017年は、開幕戦となった3月31日の読売ジャイアンツ戦（東京ドーム）に「7番・遊撃手」として先発出場を果たし、公式戦初出場。5月3日の対広島東洋カープ戦（MAZDA Zoom-Zoom スタジアム広島）で5回無死無走者の打席で中村祐太から96打席目でプロ入り後初の本塁打を放った。6月以降の公式戦では、持ち前の俊足巧打を武器に「1番・遊撃手」として一軍の先発出場に定着。8月17日の対横浜DeNAベイスターズ戦（横浜スタジアム）では、チームの新人選手としては立浪和義（1988年）以来の一軍公式戦20盗塁を達成した。9月18日の対巨人戦（ナゴヤドーム）5回裏の第3打席で内野安打を記録。この安打が141本目の安打となり、一軍公式戦におけるチームの新人安打記録を更新した。公式戦143試合中141試合に出場すると、セントラル・リーグの新人選手でただ1人規定打席へ到達。打率はセ・リーグの18位（.264）にとどまり、DeNAの濵口遥大も有力候補に挙げられていたが、記者による選考では京田が有効投票総数（286票）の7割強（208票）を獲得。リーグの新人選手としては長嶋茂雄（1958年）に次ぐ歴代2位（パシフィック・リーグの歴代新人選手を含めれば4位）の1シーズン149安打を達成したことが高く評価され、リーグの新人王へ選ばれた。シーズン終了後の第1回アジア プロ野球チャンピオンシップ（東京ドーム）では、日本代表の1番打者として初戦から決勝までの全3試合に先発出場。源田壮亮も選出されていたことから、監督の稲葉篤紀の代表選手選考の時点から構想により、本来のポジションである遊撃に加え、「未経験に等しい」という二塁の守備もこなしながら（二塁手としての起用は中日へ事前に打診し、秋季キャンプで準備）、代表チームの大会初優勝に貢献した（チャンピオンシップの予選と決勝（いずれも対韓国戦）では、二塁手として先発出場）。11月の秋季キャンプでは、臨時コーチに招かれた福本豊から低重心を意識した盗塁発進の指導を受けた。同月29日に2800万円増となる推定年俸4000万円で契約を更改した。
2018年は、開幕直後から23打席連続無安打、交流戦後から31打席連続無安打を記録するなど全体を通し、打撃不振に苦しみ、20盗塁はクリアしたものの打率は2割3分台、出塁率も3割を切った。対広島戦では132試合消化時点で打率.298、12打点、1本塁打を記録し、打率、打点共に50打数以上の選手の中では、対広島戦3位だった。守備では失策数は6個と前年から半減させ、守備率は.991とセ・リーグ規定の遊撃手で1位だった。オフに500万円増となる推定年俸4500万円で契約を更改、更に翌年より背番号を51から1に変更することが発表された。
2019年は、開幕先発出場を堂上直倫に譲ったが、その後遊撃手に定着した。同年のオールスターゲームで監督推薦で選出された。一時打撃不振で先発出場落ちも経験したが140試合に出場し、打率.249と前年より結果を残した。守備率.985はリーグトップの成績だった。オフに翌年から選手会長に就任することが発表された。12月6日に1900万円増となる推定年俸6400万円で契約を更改した。
2020年は、新型コロナウイルスの影響で、120試合制の過密日程となった中でチーム唯一の全試合出場を果たし、打撃では打率.247ながらキャリアハイとなる5本塁打を記録した一方、守備ではリーグワーストとなる13失策を喫した。オフには300万円増となる推定年俸6700万円で契約を更改した。
2021年は、開幕一軍入りしたものの打撃不振により、5月28日にプロ入り5年目にして初の一軍登録を抹消された。オフには300万円減となる推定年俸6400万円で契約を更改した。
2022年は、4月7日の対東京ヤクルトスワローズ戦（明治神宮野球場）で4回に石川雅規から、6回に大下佑馬から2打席連続本塁打を放った。4月終了時点で打率.176と序盤から打撃不振だったが、立浪和義新監督に守備面を評価され、「8番・遊撃手」としてスタメンで起用され続けていた。ところが、5月4日のDeNA戦（横浜スタジアム）で4回裏に大和の二遊間へのゴロを内野安打にしてしまい、5回表の攻撃で代打を送られ途中交代した上、試合中に立浪監督に二軍降格を告げられ、名古屋へ強制送還となった。交流戦明けの6月17日に一軍に復帰し、同日の巨人戦（バンテリンドーム ナゴヤ）で「8番・遊撃手」で先発出場した。しかし、結果が残せず、7月11日に再び登録抹消された。8月11日に再度一軍に昇格し、同日の試合には一軍公式戦では初の二塁手として起用された。しかし、8月15日に発熱症状があり、新型コロナウイルス陽性判定を受けて離脱。最終的に土田龍空の台頭もあって43試合の出場に留まり、打率.172とレギュラーの座も奪われた。

### DeNA時代
2022年11月18日、砂田毅樹との交換トレードでDeNAへ移籍することが両球団より発表された。12月5日に入団会見が行われ、背番号は中日時代に親交があった木下雄介が使用していた98となった。
2023年は、春季キャンプから一軍メンバーとして帯同し、オープン戦は中日時代経験していなかった三塁手、一塁手として出場した。開幕戦では代打として出場し、青柳晃洋から移籍後初安打を記録。その後は遊撃手として林琢真、大和と併用されながらの起用が続き、宮﨑敏郎の休養日には三塁手としての先発出場もあった。5月5日の対ヤクルト戦（神宮）で7回無死無走者の打席で久保拓眞から移籍後初の本塁打、6月3日の対埼玉西武ライオンズ戦（横浜）では4安打を放って移籍後初の猛打賞を記録し、ヒーローインタビューにも呼ばれた。8月18日の阪神タイガース戦（横浜）では、9回の遊撃守備にて、阪神・熊谷敬宥の二盗に際し二塁ベースへカバーに入るも、捕球時に京田の足がベースを塞ぐ形となってアウトとなり、故意ではないとして走塁妨害は適用されなかった。この判定に阪神・岡田彰布監督が5分間の抗議を行った他、翌日の試合前には阪神ファンからブーイングを受けることとなり、その後NPBでは野手が向かってくる走者に対してベースを完全にふさいだ場合の判定基準が、守備側に故意がなくともタイミング次第でセーフと判定されるように変更された（ブロッキングベース）。9月8日には一軍登録を抹消され、その後は一軍への出場がなく公式戦を終えた。クライマックスシリーズ・ファーストステージの対広島戦には一軍に登録されたが、出場は無かった。最終的に93試合、打率.227、1本塁打、9打点の成績で、遊撃手としてのUZRは-4.3と攻守ともに復活とはならなかった。11月29日には現状維持の推定年俸5000万円で契約を更改した。
2024年も開幕一軍入りするも、遊撃のポジションは主に新人の石上泰輝が務め、一塁の守備固めや代打としての起用が続いた。自身の誕生日である4月20日の対ヤクルト戦で「8番・遊撃手」として同年初先発出場すると、移籍後初の三塁打を含む4打数2安打2打点の活躍を見せ、チームの連敗ストップに貢献した。以降は森敬斗や大和らと併用されながら遊撃手としての先発起用もされている。6月28日の古巣の対中日戦（バンテリンドーム ナゴヤ）では7回無死無走者の打席で祖父江大輔から放ったシーズン唯一の本塁打を含むシーズン初の猛打賞を記録、7月11日の対中日戦では自身初となるサヨナラ適時打を放った。シーズン最終戦となった10月6日の対中日戦では、4回二死二・三塁の場面で松木平優太から2点先制適時打を放ち、最終的にこれが決勝打となってチームは勝利し、中日は3年連続リーグ最下位となった。11月13日には同年6月1日に取得した国内FA権を行使せず、複数年契約を結びチームに残留することを表明した。12月17日に背番号を98から9に変更することが発表された。

## 選手としての特徴

### 打撃
打球のゴロ率が高く、プロ1年目のシーズンである2017年は、「60.8％」で両リーグを通じて1位である。また、内野安打率が著しく高く、2017年は「26.2％」、内野安打数も39本と、共に両リーグを通じて1位である（セ・リーグ2位の田中広輔［14.6％］に10％以上の差をつけた）。選球眼を課題としており、2017年は四球率（3.0％）、BB/K（0.17）が、いずれも両リーグワースト1位にとどまり、出塁率が.300に満たない大きな要因になった。

### 守備
50メートル5秒9の俊足、中日入団時の担当スカウトである中田宗男から評価された基本に忠実で堅実な遊撃守備が持ち味。また、DeNA移籍後には、三塁手や一塁手としても守備に就いている。
DeNAで同僚となる大和は2022年のインタビューで守備時の体重移動について説明する際の例として源田壮亮と京田の守備の違いを挙げており、両者とも守備が上手であることを前提に、源田は送球を考えながら捕球姿勢に入っている一方で、京田は捕球することでいっぱいで、捕球してから投げており、「流れがある源田」と「流れのない京田」と指摘している。
ベースカバーの際、相手選手のスライディングをブロックする様な癖があり、ブロッキングベースルールの採用の一役を買ってしまっている。

## 人物
学生時代から練習の虫として知られ、青森山田高校時代は寮の夕食の終了時間ぎりぎりまで練習し、1人食堂で夕食を摂り、日大時代は監督が「やめろ」というまで練習をやめないほどだった。
豊富な練習量とともに野球に対する姿勢も真摯で、2016年のドラフトでは同じ遊撃手として吉川尚輝がいたが、吉川がユニフォームを着崩し（いわゆる「腰パン」の状態）で練習していたのに対し、京田はたとえ練習であってもユニフォームの着こなしを着崩すことなく練習に臨んでおり、中日のスカウトはその点を見て京田を評価したという。
憧れの選手は地元能美市出身の松井秀喜、目標とする選手には鳥谷敬と立浪和義を挙げている。
サッカー選手の室屋成とは高校の同期で仲が良い。
2018年1月11日、一般女性と結婚。同年10月22日に第一子となる長女、2020年1月22日に第二子となる長男が誕生。
2020年は、青森山田高校時代の後輩であり、同年4月に23歳で死去したNTT西日本の中井諒が使う予定であったグラブを使用。また、登場曲も中井が好きだったという湘南乃風「親友よ」を使用。なお、そのグラブは「僕は諒から借りていただけ」とシーズン終了後に大阪にある中井の実家を訪れた京田から試合で使用したユニフォームとバット、そして感謝の手紙とともに中井の元に返却された。
中日時代の2022年に立浪監督から「戦う顔をしていない」という理由で途中交代・二軍降格を告げられたエピソードを語源に、主にウェブ上で京田を評する際には「バトル○○」「バトル○○京田」という言葉が使われている。途中交代・二軍降格を食らったエピソードについては、DeNA移籍時に自虐的に京田自身も触れている。2024年のレギュラーシーズン終了後、立浪監督退任に言及したコメントを求められた際は練習面では「すごく親身になって指導していただいた」と語り、プライベートでは食事に連れて行って貰った話など、公私共に気に掛けてくれていたと一貫して感謝の気持ちを語っており、それを踏まえて「期待に応えられず申し訳なかった」とメディアやネットで言われているような因縁や確執を否定している。2024年1月に能登半島地震が発生した際にも、石川県出身の京田を心配した立浪からすぐに連絡があったことを明かしている。

## 詳細情報

### 年度別打撃成績
| 年 度     | 球 団     | 試 合 | 打 席 | 打 数 | 得 点 | 安 打 | 二 塁 打 | 三 塁 打 | 本 塁 打 | 塁 打 | 打 点 | 盗 塁 | 盗 塁 死 | 犠 打 | 犠 飛 | 四 球 | 敬 遠 | 死 球 | 三 振 | 併 殺 打 | 打 率 | 出 塁 率 | 長 打 率 | O P S |
| --------- | --------- | ----- | ----- | ----- | ----- | ----- | -------- | -------- | -------- | ----- | ----- | ----- | -------- | ----- | ----- | ----- | ----- | ----- | ----- | -------- | ----- | -------- | -------- | ----- |
| 2017      | 中日      | 141   | 602   | 564   | 67    | 149   | 23       | 8        | 4        | 200   | 36    | 23    | 13       | 10    | 1     | 18    | 0     | 9     | 105   | 5        | .264  | .297     | .355     | .652  |
| 2018      | 中日      | 143   | 632   | 578   | 73    | 136   | 15       | 7        | 4        | 177   | 44    | 20    | 10       | 26    | 3     | 19    | 0     | 6     | 111   | 12       | .235  | .266     | .306     | .572  |
| 2019      | 中日      | 140   | 574   | 507   | 46    | 126   | 14       | 5        | 3        | 159   | 40    | 17    | 7        | 24    | 3     | 37    | 3     | 3     | 91    | 10       | .249  | .302     | .314     | .615  |
| 2020      | 中日      | 120   | 491   | 442   | 43    | 109   | 16       | 7        | 5        | 154   | 29    | 8     | 4        | 15    | 1     | 27    | 4     | 6     | 80    | 4        | .247  | .298     | .348     | .647  |
| 2021      | 中日      | 113   | 448   | 409   | 41    | 105   | 7        | 4        | 3        | 129   | 24    | 6     | 5        | 8     | 3     | 21    | 0     | 7     | 75    | 5        | .257  | .302     | .315     | .618  |
| 2022      | 中日      | 43    | 143   | 128   | 11    | 22    | 5        | 1        | 3        | 38    | 8     | 1     | 0        | 2     | 0     | 10    | 3     | 3     | 21    | 1        | .172  | .248     | .297     | .545  |
| 2023      | DeNA      | 93    | 287   | 251   | 31    | 57    | 4        | 0        | 1        | 64    | 9     | 3     | 2        | 9     | 0     | 25    | 1     | 2     | 33    | 6        | .227  | .302     | .255     | .557  |
| 2024      | DeNA      | 101   | 236   | 216   | 18    | 53    | 7        | 1        | 1        | 65    | 27    | 3     | 1        | 4     | 3     | 13    | 2     | 0     | 43    | 4        | .245  | .284     | .301     | .585  |
| 通算：8年 | 通算：8年 | 894   | 3413  | 3095  | 330   | 757   | 91       | 33       | 24       | 986   | 217   | 81    | 42       | 98    | 14    | 170   | 13    | 36    | 559   | 47       | .245  | .290     | .319     | .609  |

- 2024年度シーズン終了時
- 各年度の太字はリーグ最高

### 年度別守備成績
| 年 度 | 球 団 | 一塁  | 一塁  | 一塁  | 一塁  | 一塁  | 一塁     | 二塁  | 二塁  | 二塁  | 二塁  | 二塁  | 二塁     | 三塁  | 三塁  | 三塁  | 三塁  | 三塁  | 三塁     | 遊撃  | 遊撃  | 遊撃  | 遊撃  | 遊撃  | 遊撃     |
| 年 度 | 球 団 | 試 合 | 刺 殺 | 補 殺 | 失 策 | 併 殺 | 守 備 率 | 試 合 | 刺 殺 | 補 殺 | 失 策 | 併 殺 | 守 備 率 | 試 合 | 刺 殺 | 補 殺 | 失 策 | 併 殺 | 守 備 率 | 試 合 | 刺 殺 | 補 殺 | 失 策 | 併 殺 | 守 備 率 |
| ----- | ----- | ----- | ----- | ----- | ----- | ----- | -------- | ----- | ----- | ----- | ----- | ----- | -------- | ----- | ----- | ----- | ----- | ----- | -------- | ----- | ----- | ----- | ----- | ----- | -------- |
| 2017  | 中日  | -     | -     | -     | -     | -     | -        | -     | -     | -     | -     | -     | -        | -     | -     | -     | -     | -     | -        | 140   | 232   | 457   | 14    | 96    | .980     |
| 2018  | 中日  | -     | -     | -     | -     | -     | -        | -     | -     | -     | -     | -     | -        | -     | -     | -     | -     | -     | -        | 142   | 234   | 442   | 6     | 85    | .991     |
| 2019  | 中日  | -     | -     | -     | -     | -     | -        | -     | -     | -     | -     | -     | -        | -     | -     | -     | -     | -     | -        | 139   | 202   | 384   | 9     | 78    | .985     |
| 2020  | 中日  | -     | -     | -     | -     | -     | -        | -     | -     | -     | -     | -     | -        | -     | -     | -     | -     | -     | -        | 120   | 182   | 361   | 13    | 73    | .977     |
| 2021  | 中日  | -     | -     | -     | -     | -     | -        | -     | -     | -     | -     | -     | -        | -     | -     | -     | -     | -     | -        | 112   | 155   | 295   | 7     | 60    | .985     |
| 2022  | 中日  | -     | -     | -     | -     | -     | -        | 1     | 2     | 2     | 0     | 0     | 1.000    | -     | -     | -     | -     | -     | -        | 40    | 69    | 83    | 5     | 18    | .968     |
| 2023  | DeNA  | 7     | 22    | 0     | 0     | 1     | 1.000    | -     | -     | -     | -     | -     | -        | 13    | 4     | 16    | 1     | 1     | .952     | 77    | 82    | 158   | 5     | 31    | .980     |
| 2024  | DeNA  | 36    | 65    | 8     | 1     | 5     | .986     | -     | -     | -     | -     | -     | -        | 19    | 8     | 23    | 3     | 0     | .912     | 47    | 60    | 114   | 3     | 17    | .983     |
| 通算  | 通算  | 43    | 87    | 8     | 1     | 6     | .990     | 1     | 2     | 2     | 0     | 0     | 1.000    | 32    | 12    | 39    | 4     | 1     | .927     | 817   | 1216  | 2294  | 62    | 458   | .983     |

- 2024年度シーズン終了時
- 各年度の太字はリーグ最高

### 表彰
- 新人王（2017年）
- スピードアップ賞：2回（打者部門：2017年[89]、2018年[90]）
- 日本プロスポーツ大賞最高新人賞（2017年[91]）
- 能美市 スポーツ特別賞（2017年）[92]

### 記録
初記録
- 初出場・初先発出場：2017年3月31日、対読売ジャイアンツ1回戦（東京ドーム）、「7番・遊撃手」で先発出場
- 初打席：同上、2回表にマイルズ・マイコラスから遊ゴロ
- 初安打：同上、5回表にマイルズ・マイコラスから右安
- 初盗塁：2017年4月5日、対広島東洋カープ2回戦（ナゴヤドーム）、1回裏に二盗（投手：床田寛樹、捕手：會澤翼）
- 初打点：2017年4月7日、対横浜DeNAベイスターズ1回戦（ナゴヤドーム）、3回裏にフィル・クラインから左犠飛
- 初本塁打：2017年5月3日、対広島東洋カープ5回戦（MAZDA Zoom-Zoom スタジアム広島）、5回表に中村祐太から右越ソロ

その他の記録
- オールスターゲーム出場：1回（2019年）

### 背番号
- 51（2017年[9] - 2018年）
  - 1（2017年アジアチャンピオンシップ）
- 1（2019年[29] - 2022年）
- 98（2023年[48] - 2024年）
- 9（2025年[71] - ）

### 登場曲
- 「Dirty Work」オースティン・マホーン（2017年 - 2018年シーズン途中）[注 5]
- 「Shout Out To My Ex」Little Mix（2018年）
- 「マリーゴールド」あいみょん（2019年）
- 「親友よ」湘南乃風（2020年）
- 「El Mio Tu Si Suenas」Los Desiguales（2020年終盤）[注 6]
- 「Get Wild」TM_NETWORK（2024年）
- 「陽のあたる坂道」Do As Infinity（2024年）

### 代表歴
- 2017 アジア プロ野球チャンピオンシップ 日本代表
- 2019 ENEOS 侍ジャパンシリーズ2019 「日本vsメキシコ」日本代表

## 関連情報

### 関連書籍
- 『京田陽太：竜の未来を担う男のすべてがここに』（ベースボール・マガジン社（スポーツアルバム No.61）、2018年3月、ISBN 9784583625485）

### 出演

#### CM
- 北陸中日新聞 - 2018年北陸中日新聞イメージキャラクター[93]。